# Exorista thula
Exorista thula là một loài ruồi trong họ Tachinidae.